# Chico Buarque
Francisco Buarque de Hollanda, plus connu sous le diminutif Chico Buarque, né le 19 juin 1944 à Rio de Janeiro, est un chanteur, compositeur, acteur, dramaturge et écrivain brésilien.
Il fait partie, aux côtés notamment de Caetano Veloso et de Gilberto Gil, des artistes ayant amené à  la fin des années 1960 un renouveau majeur dans la musique brésilienne. Ils sont parmi les initiateurs du genre appelé Música Popular Brasileira (MPB), issu de la fusion des styles qui les environnent comme la bossa nova, la samba, le choro, le jazz ou le rock 'n' roll tout en étant le support d'une expression contestataire face à la dictature militaire.

## Biographie
Francisco Buarque de Hollanda, dit « Chico Buarque », est le fils de l'historien et sociologue Sérgio Buarque de Holanda, qui reçoit la visite de nombre d'artistes et d'intellectuels du moment. Sa mère est pianiste amateur. Chico Buarque grandit dans cette ambiance culturelle et artistique et s'en imprègne. Son père ayant été nommé à l'université de Rome, la famille vit en Italie de 1953 à 1954. C'est en Italie que Chico Buarque croise pour la première fois le diplomate, poète et parolier Vinícius de Moraes avec qui il collaborera à de nombreuses reprises ultérieurement.
De retour au Brésil, Chico Buarque poursuit ses études et commence à écrire des poèmes. En 1963, il entre à la faculté d'architecture de l'université de São Paulo pour étudier l'architecture et l'urbanisme. Il abandonnera ses études en cinquième année, préférant poursuivre sa carrière musicale.
À l'âge de 20 ans, en 1964, il commence à se faire remarquer, en participant à des concerts d'écoles. Un an plus tard, il sort son premier 45 tours (Pedro pedreiro, Sonho de um carnaval). La chanteuse Nara Leão, « muse de la bossa nova », interprète certaines de ses chansons. Chico Buarque, outre les artistes emblématiques de la bossa nova (Antônio Carlos Jobim, Vinícius de Moraes, Francis Hime, etc.), fréquente les musiciens phares du tropicalisme (Gilberto Gil, Caetano Veloso…). Peu de temps après, en 1966, sa chanson A banda le rend célèbre en gagnant une première place ex æquo au TV Records MPB Festival. Cette même année, il enregistre son premier 33 tours (Chico Buarque de Hollanda chez RGE. Il commence à avoir des ennuis avec la censure, sa chanson Tamandaré est interdite.

Chico Buarque chantant à la télévision Rio, 1967. Archives nationales du Brésil.

En 1968, sa chanson Sabia (paroles : Chico Buarque, musique : Antônio Carlos Jobim) remporte le premier prix du Festival Internacional da Canção. La même année, il participe à la Passeata dos cem mil, manifestation d'étudiants, artistes et intellectuels contre la dictature militaire. Il doit aussi affronter la censure du pouvoir dictatorial à la suite de sa pièce de théâtre musicale Roda Viva. La pièce, créée en 1967, devient un symbole de la résistance à la dictature lors de la seconde série de représentations. Un groupe du commando Chasse aux communistes envahit le théâtre Galpão à São Paulo, en juillet 1968, attaquant les artistes et détruisant la scène. Le jour suivant, Chico Buarque se rend sur place pour soutenir le groupe et lance un mouvement organisé en défense de Roda Viva et contre la censure brésilienne.
En décembre 1968, après la promulgation de l'AI-5, son militantisme et son engagement contre le régime militaire en place à l'époque le conduisent en prison. En 1969, il s'exile en Italie. Dans sa chanson Samba de Orly (paroles de Vinicius de Moraes, musique avec Toquinho), il évoque sa nostalgie du Brésil.
Il rentre rapidement au pays en 1970 et contourne tant bien que mal la censure des autorités brésiliennes. C'est ainsi que Apesar de você (« Malgré Toi ») passe à travers les mailles de la censure et devient un hymne contre la dictature. En 1973, sa pièce de théâtre musicale Calabar ou o elogio da traição (écrite en collaboration avec Ruy Guerra) est censurée. Il en va de même pour l'album Chico canta Calabar. Sa chanson Calice, créée la même année avec Gilberto Gil, qui dénonce, à travers un jeu de mots, le rôle de l'Église dans la dictature militaire (calice se traduit par calice, mais cale-se veut dire « tais-toi ») est aussi censurée. Pour déjouer la censure, il crée et compose certaines de ses chansons, par exemple Acorda amor, sous le pseudonyme de Julinho da Adelaide.

Carlos Jobim et Chico Buarque, 1968. Archives Nationales du Brésil.

Chico Buarque est très actif dans le domaine de la chanson. Il a collaboré avec des artistes comme Caetano Veloso, Antônio Carlos Jobim, Vinícius de Moraes, Edu Lobo, Milton Nascimento, Maria Bethânia, Toquinho, Francis Hime, Ruy Guerra, Nara Leão, Dionne Warwick, Ennio Morricone, Johnny Alf, Miúcha, Elza Soares, Mestre Marçal, Ana Belén, Zeca Pagodinho, Sergio Endrigo, Nana Caymmi, Pablo Milanés, João do Vale, Elba Ramalho… On citera parmi ses nombreuses chansons, outre celles déjà évoquées : Partido alto, Embarcação, Eu te amo, Mar e lua, Pivete, Valsa rancho, Meu caro amigo, Olha Maria, A noiva da cidade, Retrato em branco e preto, Trocando em miúdos, Apesar de você, Bastidores, Brejo da cruz, Carioca, Carolina, Chão de Esmeraldas, Construção, Cordão, Desalento, Estação derradeira...
Il participe aussi à l'écriture de plusieurs musiques de films. Un de ses « tubes », O que será (repris en France avec d'autres paroles par Nicole Croisille puis Claude Nougaro) est d'ailleurs tiré de la musique du film Dona Flor et ses deux maris réalisé en 1976 par Bruno Barreto.
Chico Buarque connaît aussi le succès comme auteur de pièces de théâtre (en 1975, sa pièce Gota d'água est récompensée par un Prêmio Molière). Il écrit, par ailleurs, des romans (Estorvo, Benjamim, Budapeste), des nouvelles (Fazenda modelo), des recueils de poèmes (À Bordo do Rui Barbosa) et même un livre pour enfants (Chapeuzinho amarelo).
En 1978, Lula Pena, chanteuse de fados, interprète ses textes.
En 1980, le réalisateur argentin Maurício Berú réalise un documentaire sur Chico Buarque : Certas palavras.
Il continue à mener une activité politique militante. En 1978, il se rend à Cuba. En 1980, il se produit pour la fête de la revue Avante (journal du Parti communiste portugais). La même année, il participe à une tournée, avec 64 autres artistes brésiliens en Angola. En 1983-1984, il soutient activement le mouvement Diretas Já qui revendique des élections démocratiques. C'est à cette occasion qu'il compose sa chanson Vai passar.
En 1988, sa chanson Essa Moça Tá Diferente, enregistrée en 1969, est utilisée comme illustration sonore d'un spot publicitaire pour Schweppes Dry et le fait connaître du grand public français.
En 1998, l'école de samba de Rio de Janeiro, Mangueira, gagne le défilé du carnaval carioca avec, comme thème, un hommage à Chico Buarque.
En 2000, le film Estorvo réalisé par Ruy Guerra d'après le roman de Chico Buarque est présenté lors du 53e Festival de Cannes.
Il apporte son soutien à l'ancien et actuel président Lula da Silva pour l'élection présidentielle de 2022 au Brésil.

## Adaptations françaises de chansons de Chico Buarque
Plusieurs chansons de Chico Buarque ont eu des versions en français et ont été chantées par des interprètes tels que :
- Claude Nougaro : Tu verras, adapté de O Que Será? - À Flor da Pele (paroles françaises : Nougaro).
- Nicole Croisille : Tout ce qui est deviendra, autre adaptation de O Que Será? (paroles françaises : Jean-Pierre Lang).
- Pierre Vassiliu : Qui c'est celui-là ?, adapté de Partido alto (paroles françaises : Marie Vassiliu).
- Georges Moustaki : Portugal, adapté de Fado tropical ; Partager les restes - chanté en duo avec Stacey Kent - , adapté de Trocando em miudos (paroles françaises : Moustaki).
- Pierre Barouh : La nuit des Masques, adapté de Noite Dos Mascarados - chanté en duo avec Elis Regina - (paroles françaises : Barouh).
- Dalida : La banda, adapté de A banda (paroles françaises : Daniel Faure).
- France Gall : A banda : Zwei Apfelsinen im Haar, autre adaptation - avec paroles en allemand[6] - de A banda.
- Frida Boccara : Funérailles d'un laboureur brésilien, adapté de Funeral de um lavrador (paroles françaises : Eddy Marnay).
- Sheila : Oh mon dieu qu’elle est mignonne, une étrange adaptation « yéyé-twist » du même Funeral de um lavrador (paroles françaises : Claude Carrère et Georges Aber). Pour anecdote, sur les crédits du disque, le titre original donné était : Funeral de um labrador (sic).
- Mimi Lorca : Calice, adaptation de Cálice co-écrite avec Gilberto Gil (paroles françaises M. Rollet).
- Bia Krieger : Rémi, adapté de A Rita ; Le chevalier, adapté de João e Maria ; Barbara, Portrait en noir et blanc, adapté de Retrato em branco e preto co-écrite avec Tom Jobim ; Dans mon cœur, adapté de Terezinha (paroles françaises de Bia Krieger).

Par ailleurs, Chico Buarque a enregistré en duo avec Didier Sustrac la chanson Ça sert à quoi.

## Discographie
- 1966 : Chico Buarque de Hollanda
- 1966 : Morte e Vida Severina
- 1967 : Chico Buarque de Hollanda - vol.2
- 1968 : Chico Buarque de Hollanda - vol.3
- 1968 : Chico Buarque de Hollanda – compacto
- 1969 : Umas e outras - compacto
- 1969 : Chico Buarque de Hollanda - compacto
- 1969 : Chico Buarque na Itália
- 1970 : Apesar de você - compacto
- 1970 : Per un pugno di samba
- 1970 : Chico Buarque de Hollanda - vol.4
- 1971 : Construção
- 1972 : Quando o carnaval chegar
- 1972 : Caetano e Chico juntos e ao vivo
- 1973 : Chico canta
- 1974 : Sinal fechado
- 1975 : Chico Buarque & Maria Bethânia ao vivo
- 1976 : Meus caros amigos
- 1977 : Cio da Terra compacto
- 1977 : Os saltimbancos
- 1977 : Gota d'água
- 1978 : Chico Buarque
- 1979 : Ópera do Malandro
- 1980 : Vida
- 1980 : Show 1º de Maio compacto
- 1981 : Almanaque
- 1981 : Saltimbancos trapalhões
- 1982 : Chico Buarque en espanhol
- 1983 : Para viver um grande amor
- 1983 : O grande circo místico
- 1984 : Chico Buarque
- 1985 : O Corsário do rei
- 1985 : Ópera do malandro
- 1985 : Malandro
- 1986 : Melhores momentos de Chico & Caetano
- 1987 : Francisco
- 1988 : Dança da meia-lua
- 1989 : Chico Buarque
- 1990 : Chico Buarque ao vivo Paris Le Zenith
- 1993 : Paratodos
- 1995 : Uma palavra
- 1997 : Terra
- 1998 : As cidades
- 1999 : Chico ao Vivo
- 2001 : Chico e as cidades (DVD)
- 2001 : Cambaio
- 2002 : Chico Buarque – Duetos
- 2003 : Chico ou o país da delicadeza perdida (DVD)
- 2005 : DVD especial - ainda não lançado
- 2006 : Carioca
- 2011 : Chico

## Théâtre
- 1965 : Morte e Vida Severina
- 1967 : Roda viva
- 1973 : Calabar
- 1975 : Gota d'água
- 1978 : Ópera do malandro. Le texte est inspiré de l'Opéra des gueux (1728) de John Gay et de L'Opéra de quat'sous (1928) de Bertolt Brecht et Kurt Weill

## Œuvre littéraire

### Romans
- 1991 : Estorvo Publié en français sous le titre Embrouille, traduit par Henri Raillard, Paris, Gallimard, coll. « La Nouvelle Croix du Sud », 1992  (ISBN 2-07-072759-9) ; réédition, Paris, Gallimard, coll. « Folio » no 2807, 1996  (ISBN 978-2-07-039483-8)
- 1995 : Benjamin Publié en français sous le titre Court-circuit, traduit par Henri Raillard, Paris, Gallimard, coll. « Du monde entier », 1997  (ISBN 2-07-074635-6) ; réédition, Paris, Gallimard, coll. « Folio » no 5908, 2015  (ISBN 978-2-07-046290-2)
- 2003 : Budapeste Publié en français sous le titre Budapest, traduit par Jacques Thiériot, Paris, Gallimard, coll. « Du monde entier », 2005  (ISBN 2-07-077155-5) ; réédition, Paris, Gallimard, coll. « Folio » no 4452, 2006  (ISBN 2-07-034134-8)
- 2009 : Leite Derramado Publié en français sous le titre Quand je sortirai d'ici, traduit par Geneviève Leibrich, Paris, Gallimard, coll. « Du monde entier », 2011  (ISBN 978-2-07-012817-4) ; réédition, Paris, Gallimard, coll. « Folio » no 5596, 2013  (ISBN 978-2-07-045199-9)
- 2014 : O Irmão Alemão Publié en français sous le titre Le Frère allemand, traduit par Geneviève Leibrich, Paris, Gallimard, coll. « Du monde entier », 2016  (ISBN 978-2-07-010758-2)
- 2019 : Essa Gente  (Companhia Das Letras)  (ISBN 978-85-359-3295-9)

### Poésie
- 1979 : Chapeuzinho Amarelo (livre-poème pour enfants)
- 1981 : À Bordo do Rui Barbosa (poèmes écrits en 1963-64, recueil publié en 1981)

### Nouvelle
- 1974 : Fazenda Modelo

## Filmographie
- 1976 : Carioca tigre de Giuliano Carnimeo

### Sources bibliographiques
- Adélia Bezerra de Meneses : Desenho mágico : poesia e política em Chico Buarque. Ateliê editorial, 2000.  (ISBN 85-7480-001-5)
- Adélia Bezerra de Meneses : Figuras do feminino na canção de Chico Buarque. Ateliê editorial, 2000.  (ISBN 85-7480-003-1)
- Regina Zappa : Chico Buarque : para todos. Relume Dumará, 2000.  (ISBN 85-7316-197-3)
- Angela Braga-Torres : Chico Buarque. Editora Moderna, 2002.  (ISBN 85-16-03268-X)
- Fernando de Barros e Silva : Chico Buarque. Publifolha, 2004.  (ISBN 978-85-7402-598-8)
- Rinaldo de Fernandes : Chico Buarque do Brasil : textos sobre as canções, o teatro e a ficção de um artista brasileiro. Éd. Biblioteca Nacional / Garamond, 2009.  (ISBN 85-7617-025-6)
- Tereza Telles : Chico Buarque na sala de aula : leitura, interpretação e produção de textos. Petrópolis / Vozes, 2009.  (ISBN 978-85-326-3887-8)
- Gildo De Stefano, Il popolo del samba. La vicenda e i protagonisti della storia della musica popolare brasiliana, Prólogo de Chico Buarque de hollanda, RAI Edizioni, Rome 2005,  (ISBN 8839713484)
- Alberto da Costa Lima : Quem é essa mulher ? : l'altérité du féminin dans l'œuvre musicale de Chico Buarque de Hollanda, mémoire de master 2 soutenu à l'université de Paris-III en 2009.